# ヘルシンキ・フェスティヴァル
ヘルシンキ・フェスティヴァルは、フィンランドの首都ヘルシンキで毎年8月下旬から9月上旬にかけて行われる、複合芸術祭である。
1951年から1965年にかけて毎年開催された、シベリウス・ウィークというコンサートの後継となる形で1968年5月下旬に最初のフェスティヴァルが企画される。シベリウスの音楽を演奏するコンサート、演劇やダンス、視覚芸術などが市内各所のコンサートホール、レストラン、バーで開催され、特に、湾岸部に設けられるフヴィラ・フェスティヴァル・テント(Huvila Festival Tent)で行われる各国からの参加者によるコンサートは、多くの聴衆をひきつける。
フィンランド・フェスティヴァルズに登録されている。